# Lista președinților lui Real Madrid CF
Real Madrid CF este un club de fotbal din Madrid, care evoluează în La Liga, eșalonul superior al fotbalului spaniol. De la fondarea sa în 1902, clubul a avut 19 președinți diferiți. Este deținut de membrii clublui Real Madrid CF; similar unei societăți cu răspundere limitată, ei aleg președintele prin vot. Președintele are responsibilitatea de gestionare generală a clubului, inclusiv semnarea formală a contractelor cu jucătorii și stafful. În Spania există obiceiul ca președintele unui club să urmărească meciul echipei sale alături de președintele echipei adverse.
De la fondarea sa, Real Madrid C.F. a fost deținută și condusă de membrii săi (toți spanioli) numiți socios, spre deosebire de majoritatea cluburilor europene. Santiago Bernabéu Yeste rămâne a fi cel mai longeviv președinte al albilor (35 de ani la cârma clubului, între 1943 și 1978). Adițional, sub președinția lui Bernabéu, clubul a câștigat cele mai multe trofee (28). În iulie 2000, fostul jucător al lui Real, Alfredo Di Stéfano, a fost desemnat președinte de onoare al clubului.

## Lista președinților
Mai jos e prezentat istoricul prezidențial al lui Real Madrid C.F., de la primul președinte, Julián Palacios în 1900, până în prezent.

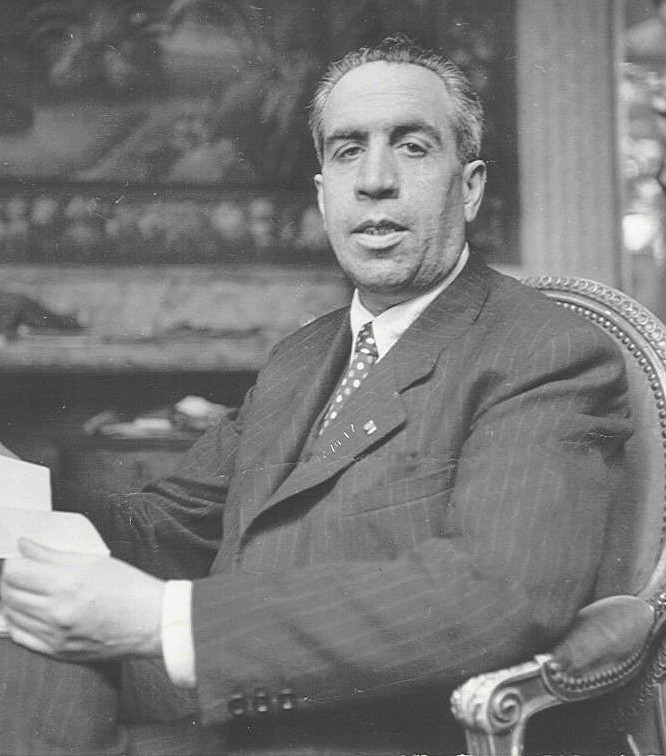
Rafael Sánchez Guerra presidency coincided with the Spanish Civil War.

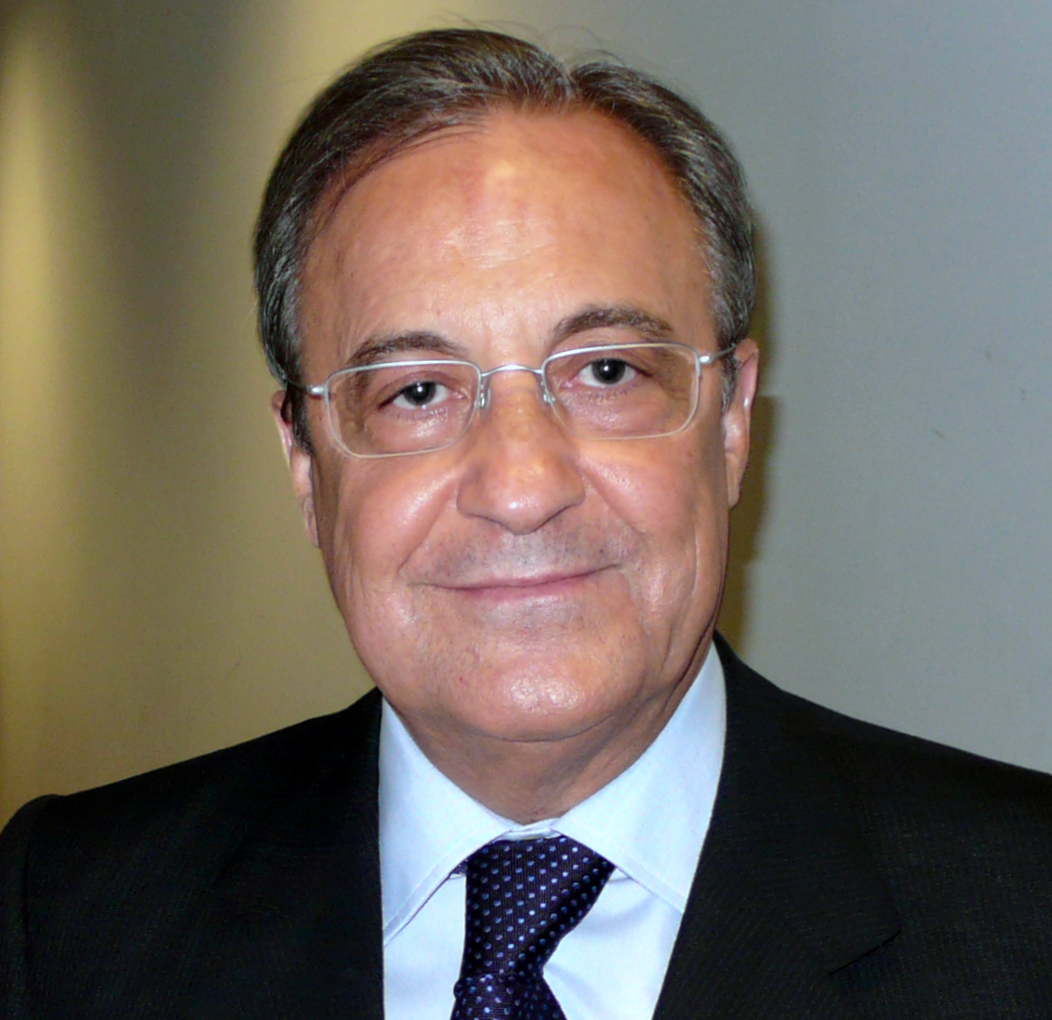
Florentino Pérez is the current president of the club.

| Nume                    | Început            | Sfârșit            |
| ----------------------- | ------------------ | ------------------ |
| Julián Palacios         | 1900               | 6 martie 1902      |
| Juan Padrós             | 6 martie 1902      | ianuarie 1904      |
| Carlos Padrós           | ianuarie 1904      | 1908               |
| Adolfo Meléndez         | 1908               | iulie 1916         |
| Pedro Parages           | iulie 1916         | 16 mai 1926        |
| Luis de Urquijo         | 16 mai 1926        | 1930               |
| Luis Usera              | 1930               | 31 mai 1935        |
| Rafael Sánchez Guerra   | 31 mai 1935        | 4 august 1936      |
| Adolfo Meléndez         | 4 august 1936      | 1940               |
| Antonio Santos Peralba  | 1940               | 11 septembrie 1943 |
| Santiago Bernabéu Yeste | 11 septembrie 1943 | 2 iunie 1978       |
| Luis de Carlos          | septembrie 1978    | 24 mai 1985        |
| Ramón Mendoza           | 24 mai 1985        | 26 noiembrie 1995  |
| Lorenzo Sanz            | 26 noiembrie 1995  | 16 iulie 2000      |
| Florentino Pérez        | 16 iulie 2000      | 27 februarie 2006  |
| Fernando Martín Álvarez | 27 februarie 2006  | 26 aprilie 2006    |
| Luis Gómez-Montejano    | 26 aprilie 2006    | 2 iulie 2006       |
| Ramón Calderón          | 2 iulie 2006       | 16 ianuarie 2009   |
| Vicente Boluda          | 16 ianuarie 2009   | 31 mai 2009        |
| Florentino Pérez        | 1 iunie 2009       | prezent            |

## Lista președinților de onoare
| Nume                       | Desemnare        |
| -------------------------- | ---------------- |
| Carlos Padrós              | 1908             |
| Adolfo Meléndez            | 1913             |
| Alfonso XIII de Borbón     | 29 iunie 1920    |
| Santiago Bernabéu de Yeste | 27 mai 1948      |
| Alfredo Di Stéfano         | 5 noiembrie 2000 |